# محمدآباد (چناران)
محمد‌آباد (چناران)، روستایی از توابع بخش سیدآباد شهرستان چناران در استان خراسان رضوی ایران است.

## جمعیت
این روستا در دهستان سیدآباد قرار دارد و براساس سرشماری مرکز آمار ایران [[سرشماری عمومی نفوس و مسکن (۱۳۹۵)جمعیت آن ۲۱۳ نفر (۷۰خانوار) بوده‌است.